# 飯南町 (三重県)
飯南町（いいなんちょう）は、かつて三重県の飯南郡にあった町。2005年（平成17年）に合併により松阪市となった。

## 地理

### 隣接していた自治体
- 松阪市
- 飯南郡飯高町
- 多気郡宮川村、勢和村、大台町
- 一志郡美杉村

### 字名・郵便番号
| 字名   | 読み     | 郵便番号 |  | 字名           | 読み         | 郵便番号 |
| 有間野 | ありまの | 515-1413 |  | 上仁柿         | かみにがき   | 515-1304 |
| 粥見   | かゆみ   | 515-1411 |  | 下仁柿         | しもにがき   | 515-1303 |
| 深野   | ふかの   | 515-1301 |  | 向粥見         | むこうかゆみ | 515-1412 |
| 横野   | よこの   | 515-1302 |  | 掲載のない場合 |              | 515-1300 |
|        |          |          |  |                |              |          |

## 歴史
- 1956年（昭和31年）8月1日 - 飯南郡柿野町・粥見町が新設合併して飯南町が発足。
- 1974年（昭和49年）7月7日 - 昭和49年台風第8号接近に伴う集中豪雨により、粥見地内で山腹崩壊が発生。9人が巻き込まれ死者2人、重軽傷者7人[1]。
- 2005年（平成17年）1月1日 - 松阪市・一志郡嬉野町・三雲町・飯南郡飯高町と新設合併し、改めて松阪市が発足。同日飯南町廃止。

## 行政
- 町長：中野孝是（2000年1月31日から）

## 姉妹都市
- 静岡県富士郡芝川町（現・富士宮市）
  - 1970年姉妹町提携

## 教育

### 高等学校
- 三重県立飯南高等学校

### 中学校
- 飯南町立飯南中学校

### 小学校
- 飯南町立柿野小学校
- 飯南町立粥見小学校
- 飯南町立仁柿小学校
- 飯南町立有間野小学校

## 経済
飯南町の特産品には以下のものがある。
- 伊勢・飯南茶
- 松阪牛
- 深野和紙

## 交通

### 鉄道
町内を鉄道路線は通っていない。鉄道を利用する場合の最寄り駅は、東海旅客鉄道紀勢本線栃原駅。

### 道路
- 一般国道
  - 国道166号
  - 国道368号

## 出身者
- 長井源（政治家）
- 森本哲生（政治家）
- 加藤匠馬（プロ野球選手）